# Wad (rzeka)
Wad (ros. Вад, od mord. вадь – woda), także Wielki Wad (ros. Большой Вад) – rzeka w Rosji w Mordowii, w obwodzie penzeńskim i riazańskim, lewy dopływ Mokszy (dorzecze Oki). Długość rzeki wynosi 222 km, a powierzchnia rozlewni – 6500 km².
W obwodzie penzeńskim ma swoje źródła w Lesie Czerkaskim. Przepływa przez Kopowkę (Коповка), Wadińsk (w pobliżu zbudowano 700-metrową zaporę o objętości zbiornika 21 mln m³), Wielką Łukę (Большая Лука), Sergo-Poliwanowo (Серго-Поливаново), Ługowoje (Луговое). Przez Mordowię płynie bagienną równiną otoczoną lasami. Ostatnie 15 km Wad ma swój bieg przez obwód riazański.

## Dopływy Wadu (w kilometrach od ujścia)
- 27 km: Tast (prawy)
- 39 km: Jawas (prawy)
- 55 km: Parca (prawy)
- 78 km: Piczkirias (lewy)
- 83 km: Wadaksz (lewy
- 86 km: Żurawka
- 93 km: Wiaczka (lewy)
- 109 km: Liast'ma (lewy)
- 114 km: Marczas (lewy)
- 126 km: Udiow (lewy)
- 144 km: Kita (lewy)
- 157 km: Łatos (lewy)
- 185 km: Kierienka
- 204 km: Kotioł (prawy))